# Miquel Llongueras i Campañà
Miquel Llongueras i Campañà (Barcelona, 1942 – 1998) fou un arqueòleg i polític català. Treballà al Museu Arqueològic de Barcelona i s'especialitzà en troballes neolítiques i íberes. Llongueras va ser professor a la Universitat de Barcelona, cap del Servei d'Arqueologia i director del Programa d'Arqueologia Urbana i Relacions Institucionals del Departament de Cultura de la Generalitat de Catalunya. A les eleccions municipals de 1995 fou elegit regidor de l'Ajuntament de Barcelona pel districte de les Corts per CiU.
El 1999 va rebre la Medalla d'Honor de Barcelona a títol pòstum. En honor seu, la Biblioteca de Les Corts-Miquel Llongueras fou batejada amb el seu nom.

## Vida acadèmica
Llicenciat en Història per la Universitat de Barcelona, s'especialitzà en els períodes Neolític i Eneolític. Juntament amb Eduard Ripoll, amb qui compartirà bona part de la seva vida professional, entrà a treballar com a conservador del Museu Arqueològic de Barcelona (actualment integrat al Museu d'Arqueologia de Catalunya), formant part de l'Institut de Prehistòria i Arqueologia, lloc on desenvolupà la seva carrera científica al llarg de més de vint-i-cinc anys. Així mateix, va ser professor a la Universitat de Barcelona primer, i de la Universitat Autònoma de Barcelona més tard. El seu projecte de tesi doctoral, mai finalitzada, versava sobre la cultura neolítica dels sepulcres en fossa.
Llongueras va tenir una intensa activitat en el món de les publicacions científiques. Va tenir un paper molt important a l'Índice Histórico Español (EHI), participant en la seva organització juntament amb Jaume Vicens Vives, i elaborant centenars de les seves fitxes. Fou secretari-redactor a la revista “Ampurias” entre 1964 i 1982, a més de traductor de la l'obra d'André Leroi-Gourham, Prehistòria del Arte Occidental (1968) entre d'altres; compilador de la Miscelánea Arqueológica. XXV Aniversario de Cursos de Prehistoria y Arqueologia de Ampurias (1974) i editor d'El Neolític a Catalunya (1981).
Professor durant més de deu anys dels Cursos Internacionals de Prehistòria i Arqueologia d'Empúries, també organitzà el Simpòsium Internacional d'Art Rupestre de Barcelona (1966) i el Simpòsium sobre els orígens del món ibèric (1977).
El seu prestigi professional el portà, l'any 1977, a formar part de la comissió que havia de decidir la composició de la futura Assemblea d'Arqueologia de Catalunya. Així mateix, va ser nomenat secretari de la comissió encarregada de decretar el tancament primer, i la limitació de l'entrada després, del complex de les Coves d'Altamira. L'any 1985 serà nomenat cap del Servei d'Arqueologia de la Direcció General del Patrimoni Artístic de la Generalitat de Catalunya.
Pel que fa a la seva participació en treballs de camp, formà part de les excavacions del poblat ibèric del Turó de Puig Castellar (1958), a Sant Vicenç dels Horts, i en les campanyes anuals al jaciment solutrià de la Cueva de Ambrosio, a Vélez-Blanco (Almeria), co-dirigint amb Jean Guilaine les excavacions del jaciment paleolític i neolític de la Balma de l'Espluga a Sant Quirze Safaja (1978-1980), entre d'altres.
L'any 1960 fou un dels arqueòlegs escollits per formar part d'una campanya promoguda per la UNESCO i organitzada a nivell estatal pel Comitè Espanyol per al Salvament dels Tresors Arqueològics de Núbia, que tenia com a missió realitzar excavacions de rescat a jaciments afectats per la construcció de la resclosa d'Assuan (Egipte). Durant aquestes expedicions s'excavaren les necròpolis meroítiques y paleocristianes de Nag-el-Arab a Argin, Sudan. Les peces rescatades es conserven al Museo Arqueológico Nacional de Madrid.

## Vida política
Militant de Convergència Democràtica de Catalunya (CDC) des de 1979, va ocupar diferents càrrecs en l'administració autonòmica i municipal de Barcelona.
Després de les eleccions municipals de 1995 substituí a Artur Mas com a regidor del districte barcelonès de Les Corts, on va recollir les peticions dels veïns per al cobriment de la Ronda del Mig al seu pas pel carrer del Brasil, enllestides el 1997.

## Obres
- Ripoll i Perelló, Eduard [et al.].. La Cultura neolítica de los sepulcros de fosa en Cataluña.  Barcelona: Diputación Provincial de Barcelona. Instituto de Prehistoria y arqueologia, 1963, p. 90.
- Llongueras i Campañà, Miquel «España en la campaña internacional para el salvamento de los monumentos de Nubia (Egipto y Sudán)». San Jorge, 50, 1963, pàg. 28.
- Ripoll i Perelló, Eduard [et al.].. Poblado de Puig Castellar : San Vicente dels Horts, Barcelona.  Barcelona: Diputación Provincial de Barcelona. Instituto de Prehistoria y Arqueologia, 1965.
- Pellicer Catalán, Manuel [et al.].. Las Necrópolis meroiticas del grupo "X" y cristianas de Nag-el-Arab (Argin, Sudán).  Madrid: Dirección General de Relaciones Culturales, 1965.
- Llongueras i Campañà, Miquel. El Yacimiento prehistórico de "La Bauma de L'Espluga", Sant Quirze Safaja, província de Barcelona.  Barcelona: Universitat de Barcelona, 1966, p. 156.
- Llongueras i Campañà, Miquel. Miscelánea arqueológica : XXV aniversario de los cursos internacionales de prehistoria y arqueología en Ampurias : 1947-1971 (2 Vol.).  Barcelona: Diputación Provincial de Barcelona. Instituto de Prehistoria y Arqueología, 1974, p. 884.
- Llongueras i Campañà, Miquel «Enterrament campaniforme a la Cova de la Ventosa (Piera, Anoia)». Empúries : revista de món clàssic i antiguitat tardana, 43, 1981, pàg. 97-111. ISSN: 0213-9278.
- Llongueras i Campañà, Miquel [et al.].. Assaig d'una terminologia de la ceràmica antiga en català : traducció al català de les llistes tipològiques de F. Bordes, de D. de Sonneville-Bordes i J. Perrot i de G. Laplace.  Barcelona: Institut de Prehistòria i Arqueologia de la Diputació de Barcelona : Departament de Prehistòria i Arqueologia de la Universitat Autònoma de Barcelona, 1982.